# Magma (Amara Aquilla)
Magma, il cui vero nome è Amara Juliana Olivians Aquilla, nota anche come Alison Crestmere, è un personaggio dei fumetti creato da Chris Claremont (testi) e Sal Buscema (disegni), pubblicato dalla Marvel Comics. Apparsa per la prima volta come Amara su New Mutants (prima serie) n. 8 (ottobre 1983) e come Magma su New Mutants (prima serie) n. 10 (dicembre 1983).
Amara è una giovane mutante, originaria di Nova Roma, colonia romana all'interno della foresta amazzonica, che durante la sua storia editoriale ha fatto parte del primo gruppo dei Nuovi Mutanti, per poi passare ai Satiri di Emma Frost ed infine riunirsi agli X-Men.

## Biografia del personaggio

### Origini
Amara crebbe nella fittizia città di Nova Roma, colonia della repubblica romana fondata intorno al 44 a.C., poco dopo l'assassinio di Giulio Cesare. Nascosta nel folto della foresta Amazzonica, la città era governata dall'immortale Selene, e fu proprio a causa della donna e del suo astioso rapporto con Lucio Antonio, padre di Amara, che la giovane fuggì nella foresta, dove incontrò i Nuovi Mutanti. Tornata in città, Amara venne utilizzata da Selene come sacrificio umano e gettata in una pozza di lava, dalla quale riemerse nella sua forma incandescente e sconfisse l'immortale. Detto addio al padre, la ragazza abbandonò Nova Roma e partì in compagnia dei Nuovi Mutanti, preparandosi a conoscere il mondo esterno.

### Nuovi Mutanti
Unitasi ai Nuovi Mutanti, Magma irruppe nella sede newyorkese del Club infernale per scontrarsi con Selene, ma venne catturata e costretta, assieme a Sunspot, a partecipare ad alcuni giochi gladiatori controllati dal Re delle Ombre. Salvata dai suoi amici, la ragazza lottò parecchie volte contro i Satiri di Emma Frost, squadra di adolescenti mutanti, e a dispetto della crudeltà mostrata da Empath, Amara cominciò a provare attrazione per questo Satiro capace di manipolare i sentimenti delle persone. Dopo essere stata trasportata, assieme agli altri, nel magico reame di Asgard, Magma venne manipolata e costretta a scontrarsi con i suoi amici, fino a che Cannonball non la sconfisse e riportò la sua mente allo stato originario, prima dell'eventuale ritorno a casa.

### Satiri
Tempo dopo, Magma riconobbe una sua antenata in una statua raffigurante la dea lunare Selene, e dopo la rivelazione che la statua era stata modellata sulle fattezze della strega Selene e la rivelazione che questa altri non era se non la sua antenata, Magma abbandonò i Nuovi Mutanti per unirsi ai Satiri. Tornata a Nova Roma assieme ad Empath, comunicò ai Nuovi Mutanti che suo padre aveva organizzato il suo fidanzamento con un principe del Sud America. Fuggita, venne catturata dall'Alto Evoluzionario ed in ultimo soccorsa dai Nuovi Mutanti ed Ercole.

### Allison Crestmere
Rivelato che Nova Roma non era affatto una colonia romana, bensì un insediamento costituito grazie ai poteri di Selene, che forzò alcuni cittadini inglesi ad abbandonare la loro patria per ricreare la città, gli usi, i costumi e le tradizioni di Roma, Magma scoprì che il suo vero nome era Allison Crestmere, appartenente ad una ricca famiglia inglese. Sconvolta da queste rivelazioni, decise di unirsi al gruppo dei Nuovi Satiri e tagliare i ponti con i vecchi amici.

### Crocifissione
Magma riapparve più tardi sulla soglia degli X-Men crocifissa dalla Chiesa dell'Umanità, assieme a molti altri mutanti. Salvata attraverso una trasfusione del sangue di Arcangelo, cadde in un profondo coma dal quale si riebbe grazie all'operato di Elixir che agendo contro i desideri di Xavier, che temeva il risveglio di Magma perché ancora mentalemte instabile, la guarì attraverso i suoi poteri. Distrutta l'infermeria della scuola nella quale risiedeva, Magma fuggì via.

### Amara vs Allison
Giunta a Los Angeles, incontrò il vecchio amico Cannonball al quale spiegò che la guarigione di Elixir aveva rimosso la personalità di Allison dalla sua mente, lasciandole comprendere come la scoperta che Nova Roma fosse un insediamento inglese era una menzogna. Aiutati gli X-Treme X-Men di Tempesta in varie missioni, ritornò allo Xavier Institute dove assunse il ruolo di tutor sostitutivo della squadra mutante Paragons.

### Decimazione
Subito dopo il risveglio dall'M-Day, Magma perse il proprio fidanzato mentre i due stavano esplorando l'interno di un vulcano. La morte del giovane le fece temporaneamente perdere il controllo dei propri poteri tanto da causare l'eruzione del vulcano. Riportata allo Xavier Institute da Empath, mentre si trovava all'accampamento dei mutanti sopravvissuti cadde sotto l'influenza del mutante Johnny Dee, infatuato di lei, e si scontrò col suo ex temendo che lui stesse nuovamente manipolando i suoi sentimenti come già, in passato, aveva fatto.

### Young X-Men
Assieme a Moonstar, Cannonball e Sunspot Amara viene mostrata come una dei nuovi membri della Confraternita dei mutanti. Ciclope le invia contro alcuni membri degli Young X-Men e durante il combattimento in una delle tante strade di L.A. Amara riscalda Dust, mentre si trovava nella sua forma sabbiosa fino a trasformarla in vetro impedendole qualsiasi movimento. Stordita da Rockslide, viene messa fuori combattimento da Wolf Cub che la trasporta e rinchiude in una delle celle del passato quartier generale di Westchester. Liberata a sua insaputa da Cipher, Magma si unisce ai suoi passati compagni di squadra per dare la caccia a Donal Pierce, mascheratosi da Ciclope. Catturatolo, decide di spostarsi a San Francisco nuovo quartier generale degli X-Men.
Durante Secret Invasion, Magma aiuta gli X-Men a fronteggiare la minaccia Skrull.

## Poteri e abilità
Magma è una mutante con vaste capacità geotermiche e pirocinetiche, vale a dire la generazione e manipolazione di calore e fiamme, che utilizza principalmente per rendere incandescente il proprio corpo, e per fondere tutto ciò che si trova nelle sue vicinanze. Questa capacità la rende, inoltre, completamente immune a qualsiasi temperatura ed emanazione luminosa, infatti non rimane accecata dalle intense fiammate che genera. Quando si trova nella sua forma incandescente non necessita di respirare, ciò è provato dal fatto che riesce a sopravvivere ai gas nocivi e alle polveri tossiche che si sviluppano all'interno dei vulcani. Su scala limitata può inoltre influenzare i movimenti delle placche tettoniche e della crosta terrestre, generando piccoli ma potenti terremoti o facendo emergere vulcani e magma presenti nel sottosuolo, anche da notevoli profondità.
Oltre alla sua mutazione, Magma può anche contare sulla sua preparazione di spadaccina e come retaggio della sua cultura, parla fluentemente la lingua latina in uso a Nova Roma.

## Altre versioni

### Era di Apocalisse
Durante il crossover l'Era di Apocalisse, Amara viene utilizzata come assassina da Apocalisse ed inviata a Londra per eliminare tutti i membri dello Human High Counsil. Ingaggiata una lotta con Weapon X, viene infilzata e uccisa dagli artigli di quest'ultimo.

### X-Men: The End
In questo futuro alternativo, Magma è vista lottare a fianco degli X-Men durante l'assalto degli Skrull allo Xavier Institute.

## Altri media

### Cinema
Il nome di Magma compare nella lista che Mystica sfoglia nello studio di Stryker in X-Men 2.

### Televisione
Magma compare in:
- X-Men: Evolution
- Wolverine e gli X-Men

### Videogiochi
Magma compare in X-Men Legends.